# Багрянородный

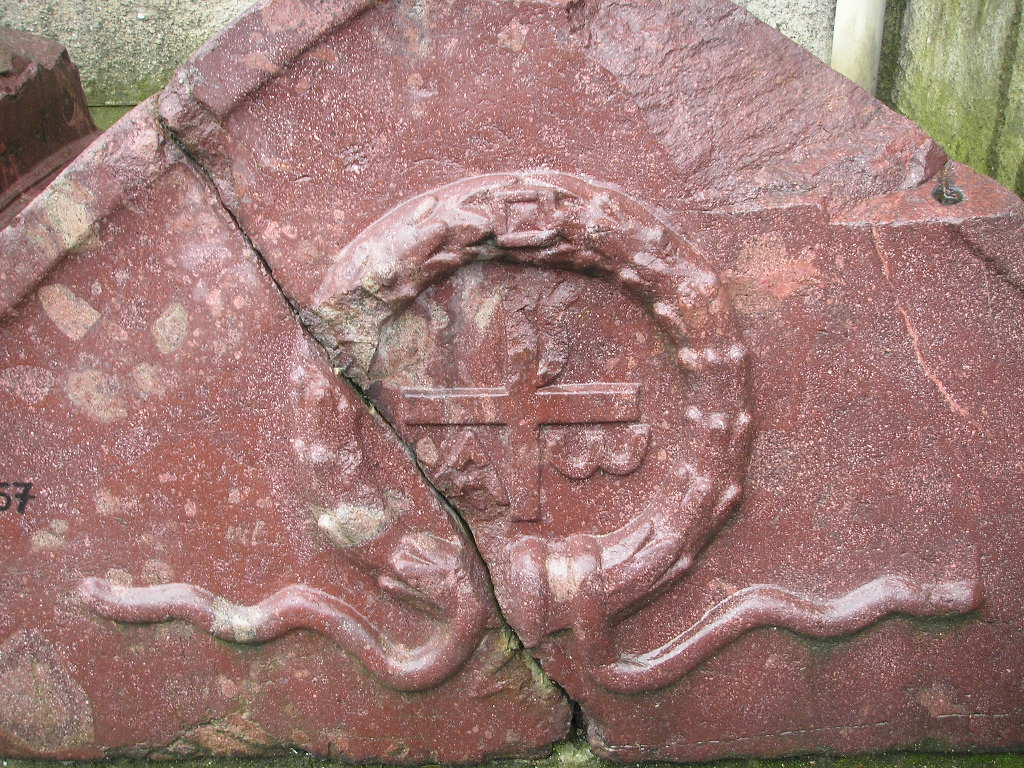
Византийский порфир

Багряноро́дный (Багрянородная, Порфироро́дный, Порфирородная, Порфироге́нет, Порфирогени́та; греч. Πορφυρογέννητος, Πορφυρογέννητη; лат. Porphyrogenitus, Porphyrogenita) — эпитет, употреблявшийся в отношении детей византийского императора, рождённых во время его правления, для отличия от детей, родившихся до вступления отца на императорский престол.

## Характеристика

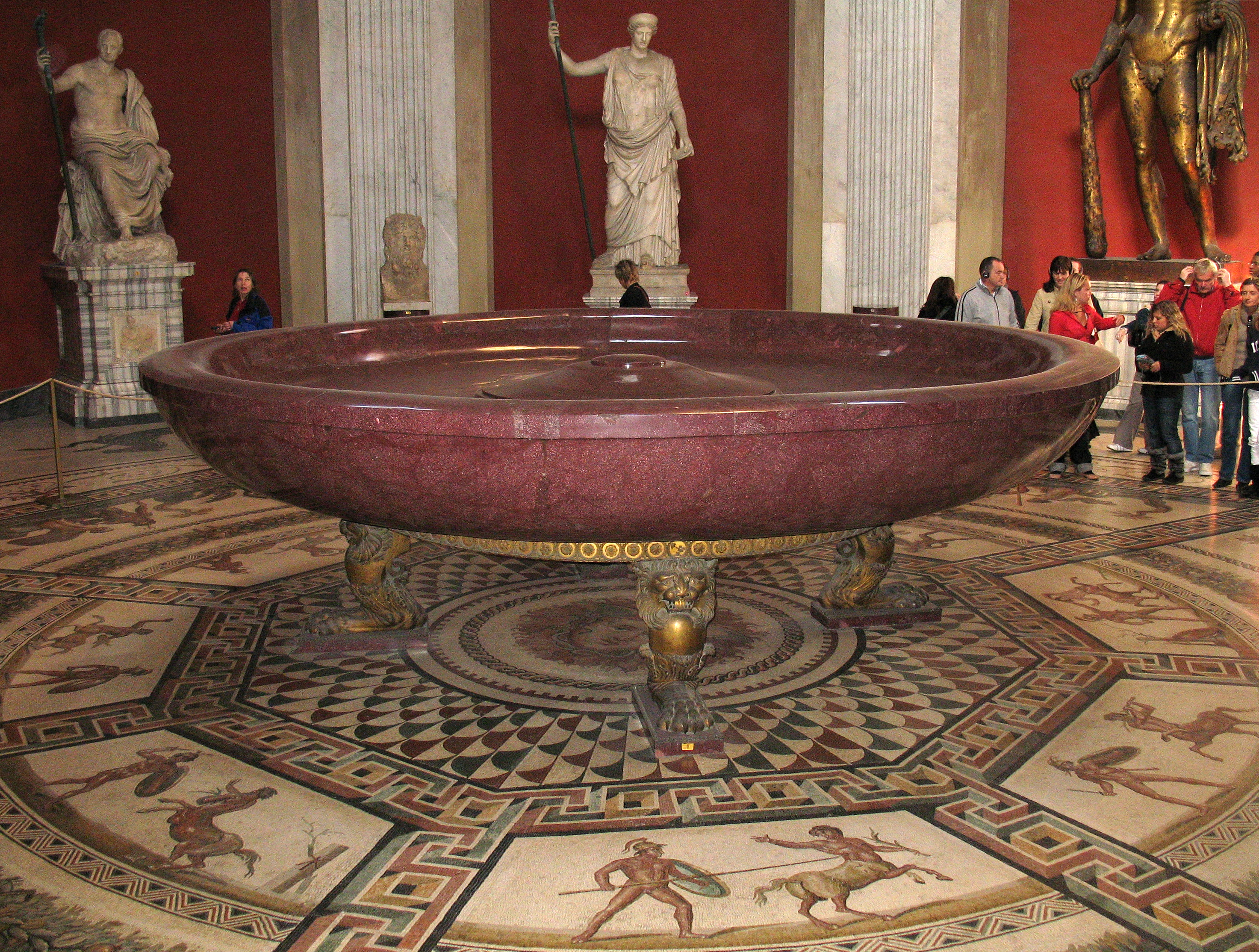
Гигантская порфировая чаша из Золотого дома Нерона, в Ватиканских музеях

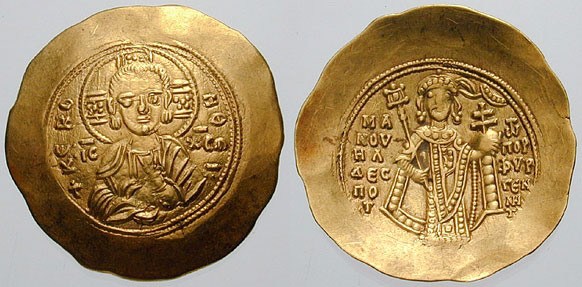
Реверс монеты Мануила I Комнина несёт его титул, порфирородный.

Дети-порфирогениты обладали несомненным правом на императорский престол, даже вопреки первородству (примогенитуре) — возможно, потому что их рождение было тщательно засвидетельствовано, а также из-за того, что их родители уже являлись носителями божественной сакральной власти. Помимо того, что отцом должен был быть правящий император, мать должна быть его официальной женой — императрицей, и вдобавок обладательницей титула августы. Императоры, желающие подчеркнуть законность своего восхождения на престол, добавляли эпитет к своему имени как титул, означающий, что они родились в семье правящего императора, и потому их легитимность вне сомнений.
Императрицы рожали в Багряном (Порфирном) зале императорского дворца, откуда и возник эпитет. Анна Комнина свидетельствует: император «…застает императрицу, страдающую от родовых мук в том здании дворца, которое издавна было предназначено для рожениц-императриц. Это здание было названо „Порфира“ (Πορφύρα), благодаря чему по всему миру получило распространение слово „порфирородный“». Она его описывает: «Порфира — это здание императорского дворца, четырёхугольное с пирамидальной крышей; выходит оно к морю у пристани, в том месте, где находятся каменные быки и львы; пол его выложен мрамором, стены облицованы драгоценным камнем — не обычным и широко распространенным, а таким, какой прежние императоры привозили из Рима. Камень этот почти весь пурпурного цвета и по всей поверхности, как песчинками, усеян белыми крапинками. Благодаря ему, думается мне, и назвали наши предки это здание Порфирой». Также она, говоря о членах императорской фамилии, часто употребляет выражение «рожден и вскормлен в Порфире». Византийский император Константин Багрянородный в своей книге «О церемониях» описал церемонию посещения таких детей.
Михаил Пселл говорит, что для новорождённых детей императоров использовались багряные пелёнки. Анна Комнина, говоря о своём детстве, употребляет выражение: «с самих, как говорится, „порфирных пеленок“ я встречалась со многими горестями и испытала недоброжелательство судьбы».
Багряный цвет издавна считался символом власти, как из-за своей энергетики и насыщенности, так и из-за высокой стоимости красителя. В Древнем Риме, например, по указу Нерона облачаться в пурпурный цвет мог только император, а ношение пурпурных одеяний рассматривалось как мятеж. Камень порфир использовался для тронов и императорских саркофагов, подчеркивая величие власти.

### Использование

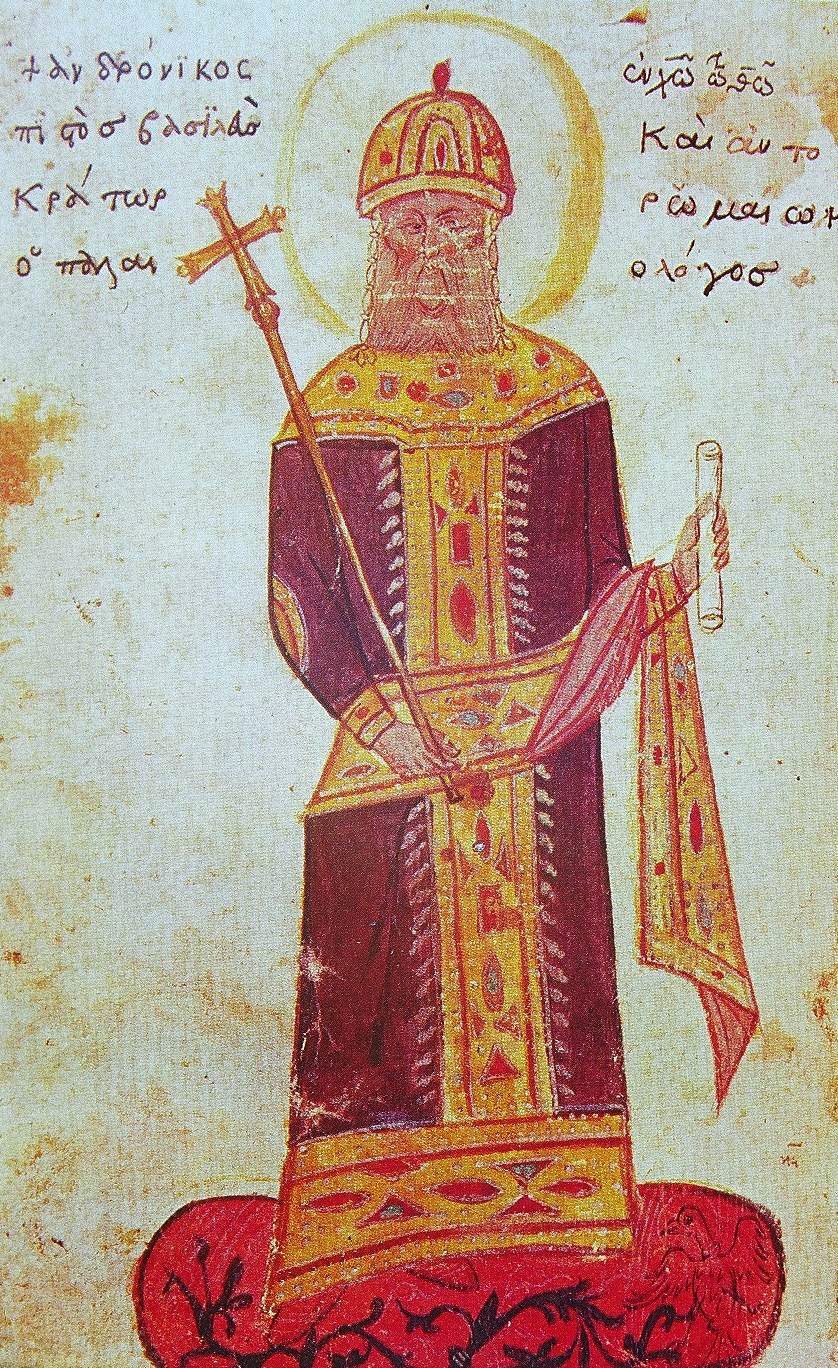
Император Андроник II Палеолог в пурпуре

Эпитет не встречается до 846 года, а в династических текстах используется с X века до эпохи Палеологов. Геннадий Литаврин отмечает: «Мечтали о троне многие, разглагольствуя при этом о незыблемости прав своего государя, если он был порфирородным (или багрянородным), и, напротив, о справедливости „перста божия“, если узурпатор свергал порфирородного (ибо тот помыкал ромеями, „как неким отцовским наследием“). Эпитет „порфирородный“, то есть рождённый в Порфире, особом здании дворца, означал, что родители василевса занимали тогда императорский трон, и, следовательно, у „порфирородного“ имелись права, которые если не юридически, то в силу обычая, давали ему ряд преимуществ перед „непорфирородными“. Из 35 императоров IX—XII веков едва ли треть носила этот гордый титул. Но если в XI веке, порфирородные составляли только пятую часть василевсов, то в XII веке — около половины, а с 1261 года и до конца империи на престол всходили лишь двое непорфирородных… порфирородный ребёнок, потеряв отца в детстве, редко сохранял её [власть])».
Порфирородные невесты ценились на брачном рынке намного больше своих «обычных» родственниц. Византийцы старались не выдавать замуж подобных принцесс, отдавая на запад и варварам более простых девушек. Впервые порфирородная принцесса Анна Византийская, дочь Романа II, была выдана замуж за «варвара» — русского князя Владимира — в 989 году. Однако чаще невестами чужеземцев оказывались византийки более сомнительного происхождения (см. Мономахиня, Феофано, Мария Деспина Монгольская).

## Императоры
- Император Константин VII Багрянородный присоединил эпитет к своему имени, так как он был рождён в четвёртом браке своего отца вопреки православному обычаю не венчаться более трёх раз. Таким образом он подчеркивал своё право на трон, несмотря на сомнительность с церковной точки зрения брака родителей.
- Императрица Зоя Порфирородная

## Новое время
В Новое время эпитет «багрянородный» употребляется в отношении принцев и великих князей с аналогичным смыслом — чтобы отличить их от рождённых до вступления родителей на престол, но не является официальным титулом.